# Saad Bguir
Saad Bguir (arabisch سعد بڨير; * 22. März 1994 in Tataouine) ist ein tunesischer Fußballspieler.

## Karriere

### Klub
Er startete seine Karriere in Jugend der US Tataouine und wechselte von dieser im Dezember 2011 in die U19 von Stade Gabèsien. Im August 2012 rückte er in deren erste Mannschaft vor. Im September 2015 wechselte er anschließend zu Espérance Tunis. Mit diesen gewann er drei Mal die Meisterschaft, einmal den Pokal, sowie auch den Superpokal als auch zwei Mal die Champions League. Seit der Saison 2019/20 ist er in Saudi-Arabien für den Abha Club aktiv.

### Nationalmannschaft
Seinen ersten bekannten Einsatz für die tunesischen A-Nationalmannschaft hatte er am 19. Oktober 2015, bei einem 1:0-Sieg über Libyen, während der Qualifikation für die Afrikanische Nationenmeisterschaft 2016. Hier wurde er in der 66. Minute für Mohamed Ali Moncer eingewechselt und erzielte auch in der 75. Minute gleich sein erstes Länderspieltor. Zudem holte er sich anschließend in der 85. Minute auch seine erste Gelbe Karte ab. Dort spielte er dann mit seiner Mannschaft auch in der Endrunde, welche dort aber im Viertelfinale ausschied.
In den nächsten Jahren folgten weitere Einsätze Freundschafts- und Qualifikationsspiele. Sein nächstes Turnier war dann erst der FIFA-Arabien-Pokal 2021, wo er mit seinem Team am Ende im Finale mit 0:2 gegen Algerien den Kürzeren zog.